# Salvatore Licitra
Salvatore Licitra (ur. 10 sierpnia 1968 w Bernie, zm. 5 września 2011 w Katanii) – włoski śpiewak operowy, tenor.

## Życiorys
Urodzony w Szwajcarii Licitra wychowywał się w Mediolanie. Początkowo pracował jako grafik, dopiero od wieku 19 lat podejmując regularne lekcje śpiewu. Studiował w Akademii Muzycznej w Parmie, a następnie w Akademii Carlo Bergonziego w Busseto. Na zakończenie nauki w akademii wystąpił w roli Ryszarda w Balu maskowym Verdiego. Zauważony przez publiczność, śpiewał następnie w Rigolettcie i Aidzie tego samego kompozytowa, a następnie został zatrudniony przez Riccardo Mutiego w La Scali w roli Don Alvara w Mocy przeznaczenia. 
Występ Licitry w Mocy przeznaczenia stał się dla niego drogą do sławy. Wkrótce po swoim występie w roli Don Alvara w 1999 r. podpisał kontrakt z Sony Classical, prezentował się w tej roli w Madrycie, Tokio i Weronie. Stworzył również wysoko ocenione kreacje Cavaradossiego w Tosce i Pinkertona w Madame Butterfly Giacomo Pucciniego. Otrzymał honorowe obywatelstwo Mediolanu. 
W 2000 r. zaśpiewał rolę Manrico w Trubadurze Verdiego, a następnie powrócił do roli Ryszarda w Balu maskowym, tworząc kolejną legendarną kreację. Kolejno śpiewał w operach w Lizbonie, Turynie i Wiedniu w swoich najsłynniejszych rolach. Grał również Cania w Pajacach, Turiddu w Rycerskości wieśniaczej i tytułową rolę w operze Andrea Chénier. 
W 2002 r. nieoczekiwanie zadebiutował w Metropolitan Opera, w ostatniej chwili zastępując Luciano Pavarottiego w roli Cavaradossiego w Tosce. Jego występ przyniósł mu ogromną sławę i miano Nowego Pavarottiego, kontynuatora włoskiej tradycji śpiewaczej. 
W dniu 27 sierpnia 2011 r. w mieście Ragusa doznał śmiertelnych obrażeń głowy i klatki piersiowej podczas wypadku do którego doszło gdy jechał na swoim skuterze. Zmarł w szpitalu w Katanii po ośmiu dniach nie odzyskując przytomności.